# Zigera absorbens
Zigera absorbens là một loài bướm đêm trong họ Noctuidae.